# Asumhati
Asumhati ist ein osttimoresischer Ort im Suco Hoholau (Verwaltungsamt Aileu, Gemeinde Aileu).

## Geographie
Das Dorf Asumhati liegt an der Nordgrenze der Aldeia Aslimhati auf einer Meereshöhe von 1035 m, nördlich des Olomasi, eines Zuflusses des Gleno. Die Flüsse gehören zum System des Lóis.
Die Straße, die durch den Ort führt, gelangt südlich des Olomasi zur zweiten größeren Siedlung in der Aldeia und dann weiter zum Dorf Acolimamate, in dem sich der Sitz des Sucos Hoholau befindet. In zwei Kilometern Entfernung Richtung Norden liegt das Dorf Halameta, wo sich auch die nächste Grundschule befindet.